# Katinka (ciruela)
Katinka® es una variedad cultivar de ciruelo (Prunus domestica), de las denominadas ciruelas europeas, es marca registrada®.
Una variedad de ciruela criada en 1981 por Walter Hartmann en la Universidad de Hohenheim Stuttgart Alemania, mediante el cruce de las variedades 'Ortenauer' x 'Ruth Gerstetter', y se comercializó en 1999. 
Las frutas tienen una pulpa color amarillo verdoso a amarillo anaranjado, firme y muy jugosa con un sabor bastante dulce.

## Historia
'Katinka'® variedad de ciruela obtenida por el cruce de las variedades 'Ortenauer' como Parental-Madre x fecundada por el polen de la variedad 'Ruth Gerstetter' como Parental-Padre, en 1981 por Walter Hartmann en la Universidad de Hohenheim, situada en Stuttgart, Alemania. Se comercializó en 2005 como marca registrada®.

## Características
'Katinka'® árbol de crecimiento moderadamente vigoroso, formando una copa esférica a extendida. La fertilidad es temprana, abundante y regular. Tiene un tiempo de floración que comienza a partir del 15 de abril con el 10% de floración, para el 19 de abril tiene una floración completa (80%), y para el 1 de mayo tiene un 90% de caída de pétalos.
'Katinka'® tiene una talla de tamaño medio de forma ovalada, con peso promedio de 26 a 32 g;epidermis tiene una piel de grosor medio y color rojo morada recubierta de abundante pruina, fina, violácea clara; sutura con línea poco visible, de color algo más oscuro que el fruto. Situada en una depresión muy suave, algo más acentuada junto a cavidad peduncular; pedúnculo de longitud mediano, fuerte, con escudete muy marcado, muy pubescente, con la cavidad del pedúnculo estrecha, poco profunda, rebajada en la sutura y más levemente en el lado opuesto; pulpa de color amarillo blanquecino a amarillo verdoso, textura firme, jugosa, y sabor dulcemente envolvente, aromático, muy bueno.
Hueso de fácil deshuesado, grande, alargado, zona ventral poco sobresaliente, superficie rugosa.
Su tiempo de recogida de cosecha se inicia a mediados de julio. Madurada en el árbol, sabe muy bien.

## Usos
Se usa comúnmente como postre fresco de mesa buena ciruela de postre de fines de verano, y muy apta para procesamientos de conservas y de secado.
Variedad muy precoz con frutos de gran calidad, apta para consumo directo y elaboración casera. Podemos plantarla en pequeños jardines.

## Cultivo
Características generales, es ciruela autofecundante muy precoz. La resistencia a las heladas es media a alta, es alta frente al ataque de la polilla del ciruelo. Requiere ubicaciones medianas, suelo fértil con suficiente humedad.
Madura una semana después que la variedad 'Herman', es de tamaño mediano, de muy buen sabor, de color púrpura oscuro a azul. Los frutos son excelentes para secar (no se esparcen). Los árboles crecen moderadamente fuertes y tienen bonitas ramas. La variedad tendría que ser probada para la tolerancia a la sequía. Debido a la falta de una buena variedad con frutos firmes en este período de maduración, 'Katinka' se recomienda en Alemania principalmente para hornear y es la más plantada de las variedades tempranas. Los frutos tienen un diámetro ideal de alrededor de 34 mm, buena separabilidad de la pulpa del hueso.
Variedad cultivada principalmente en Alemania, Reino Unido, y República Checa.